# Boxe nos Jogos Pan-Americanos de 1983
As competições de boxe nos Jogos Pan-Americanos de 1983 foram realizadas em Caracas, Venezuela. Esta foi a nona edição do esporte nos Jogos Pan-Americanos, tendo sido disputado apenas entre os homens. Nesta edição, houve a estreia da categoria super-pesado.

## Medalhistas
| Evento                           | Ouro                | Prata                    | Bronze                             |
| -------------------------------- | ------------------- | ------------------------ | ---------------------------------- |
| Peso mosca-ligeiro detalhes      | Rafael Ramos        | Paul Gonzales            | Héctor Díaz Manoelito Santos       |
| Peso mosca detalhes              | Pedro Orlando Reyes | Laureano Ramírez Padilla | Jesus Poll Steve McCrory           |
| Peso galo detalhes               | Manuel Vilchez      | Pedro Nolasco            | Robinsón Pitalúa Floyd Favors      |
| Peso pena detalhes               | Adolfo Horta        | Santos Cardona           | Bernard Gary Rafael Zuñiga         |
| Peso leve detalhes               | Pernell Whitaker    | Ángel Herrera Vera       | Alberto Cortez Angel Beltre        |
| Peso meio-médio-ligeiro detalhes | Candelario Duvergel | Jerry Page               | Genaro Léon Giovanni Sepulveda     |
| Peso meio-médio detalhes         | Louis Howard        | José Aguilar             | Luis Luis García Antonio Madureira |
| Peso médio-ligeiro detalhes      | Orestes Solano      | Dennis Milton            | Dario Matteoni Héctor Ortíz        |
| Peso médio detalhes              | Bernardo Comas      | Alfredo Delgado          | Pedro Gamarro John Smith           |
| Peso meio-pesado detalhes        | Pablo Romero        | Evander Holyfield        | Miguel Mosna Carlos Salazar        |
| Peso pesado detalhes             | Aurelio Toyo        | Henry Tillman            | Virgilio Frias Alex Stewart        |
| Peso super-pesado detalhes       | Jorge Luis González | Eloy Loaiza              | Tyrell Biggs                       |

## Quadro de medalhas
| Posiçào | Nação                    |    |    |    | Total |
| ------- | ------------------------ | -- | -- | -- | ----- |
| 1       | CUB Cuba                 | 8  | 2  | 0  | 10    |
| 2       | USA Estados Unidos       | 2  | 5  | 4  | 11    |
| 3       | PUR Porto Rico           | 1  | 2  | 1  | 4     |
| 4       | VEN Venezuela            | 1  | 1  | 4  | 6     |
| 5       | DOM República Dominicana | 0  | 2  | 4  | 6     |
| 6       | ARG Argentina            | 0  | 0  | 3  | 3     |
| 7       | BRA Brasil               | 0  | 0  | 2  | 2     |
|         | COL Colômbia             | 0  | 0  | 2  | 2     |
| 9       | JAM Jamaica              | 0  | 0  | 1  | 1     |
|         | MEX México               | 0  | 0  | 1  | 1     |
|         | TRI Trinidad e Tobago    | 0  | 0  | 1  | 1     |
| Total   | Total                    | 12 | 12 | 23 | 47    |